# La Praille
La Praille ist ein Industriequartier in den Gemeinden Lancy und Carouge im Kanton Genf in der Schweiz. Es erstreckt sich im Wesentlichen um den Rangierbahnhof La Praille.

## Geschichte
In La Praille wurden 1936 Überreste aus der Jungsteinzeit entdeckt. Weitere Funde weisen auf eine permanente Besiedlung hin.
Nach der Teilkanalisierung der Drize und der Aire wurden die Feuchtgebiete von La Praille um 1935 bis 1938 trockengelegt. Der gleichnamige Güterbahnhof wurde 1941 bis 1949 errichtet, nachdem der Tunnel unter dem Stadtwald Bois de la Bâtie und der Viadukt La Jonction erstellt worden waren. Die Schaffung der Fipa (Fondation des terrains Industriels Praille-Acacias) 1958 mit dem Ziel, die Bahnverbindung Cornavin-La Praille besser zu nutzen, gestattete es der Stadt Carouge, ihre Stellung als Industriestandort zu festigen. 2003 wurde in La Praille das Stade de Genève eröffnet.

## Wirtschaft

La Praille in einer Luftaufnahme von Werner Friedli aus dem Jahr 1968
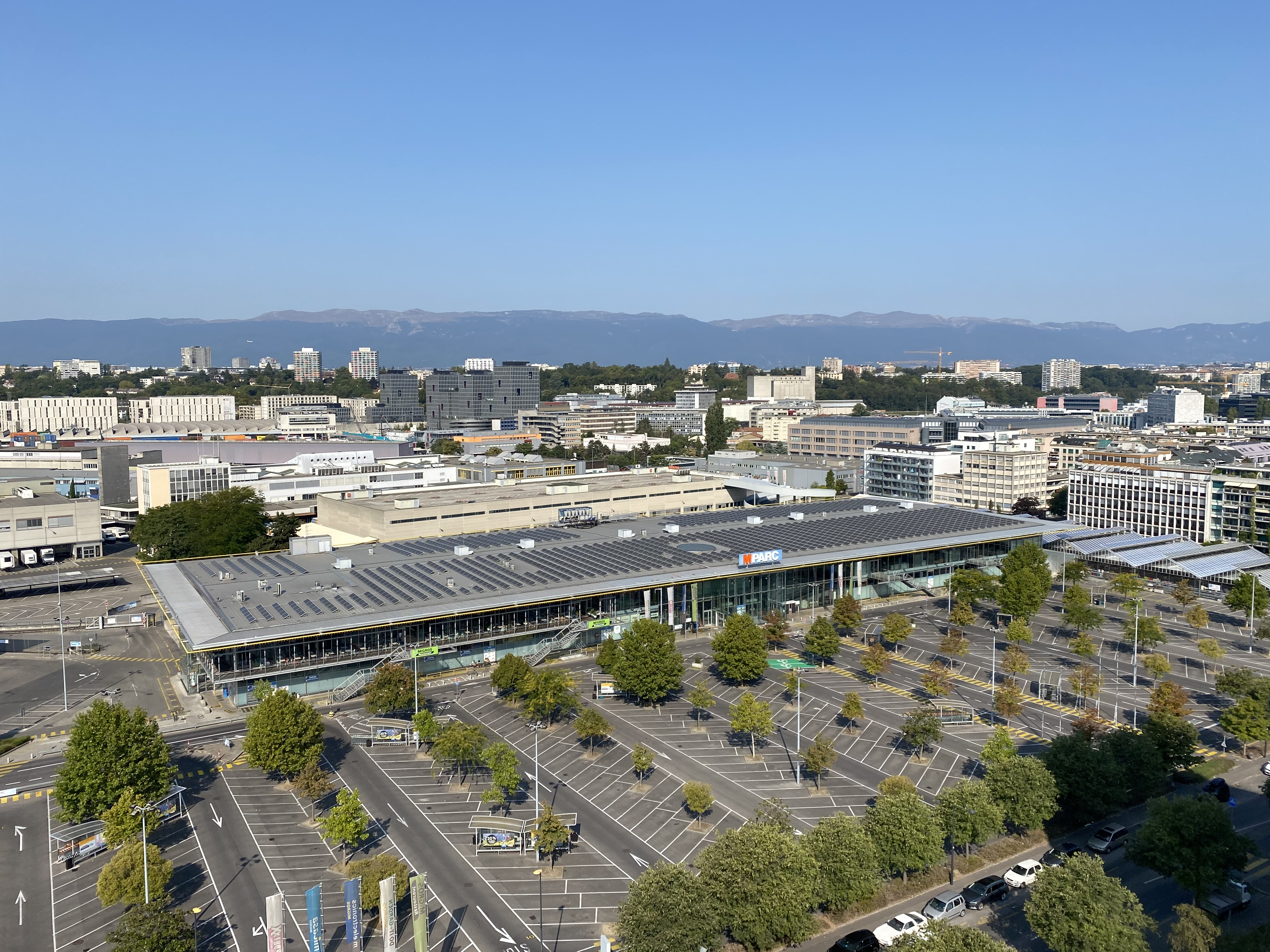
Einkaufszentrum MParc La Praille

In La Praille befinden sich die Lagerhäuser und das Zollfreilager von Genf und eines der wichtigsten Unterwerke des Kantons, das sich im Besitz der Services Industriels de Genève (SIG) befindet. 2002 wurde das Einkaufszentrum La Praille und ein Jahr später das Stade de Genève eröffnet.
Das Quartier ist zusammen mit Acacias und Vernets Teil eines umfassenden Entwicklungsprojekts, das 2007 vom Staatsrat in Partnerschaft mit den SBB übernommen wurde.

## Verkehr
La Praille wird vom Autobahnzweig A1a erschlossen.
An den beiden Enden des Quartiers befinden sich die Bahnhöfe Lancy-Pont-Rouge und Lancy-Bachet. Sie liegen an der 2019 eröffneten Bahnstrecke Genève–Annemasse und werden von den Linien L1, L2, L3 und L4 des Léman Express, der S-Bahn im Grossraum Genf, bedient.

### Bahnhof Genève-La Praille

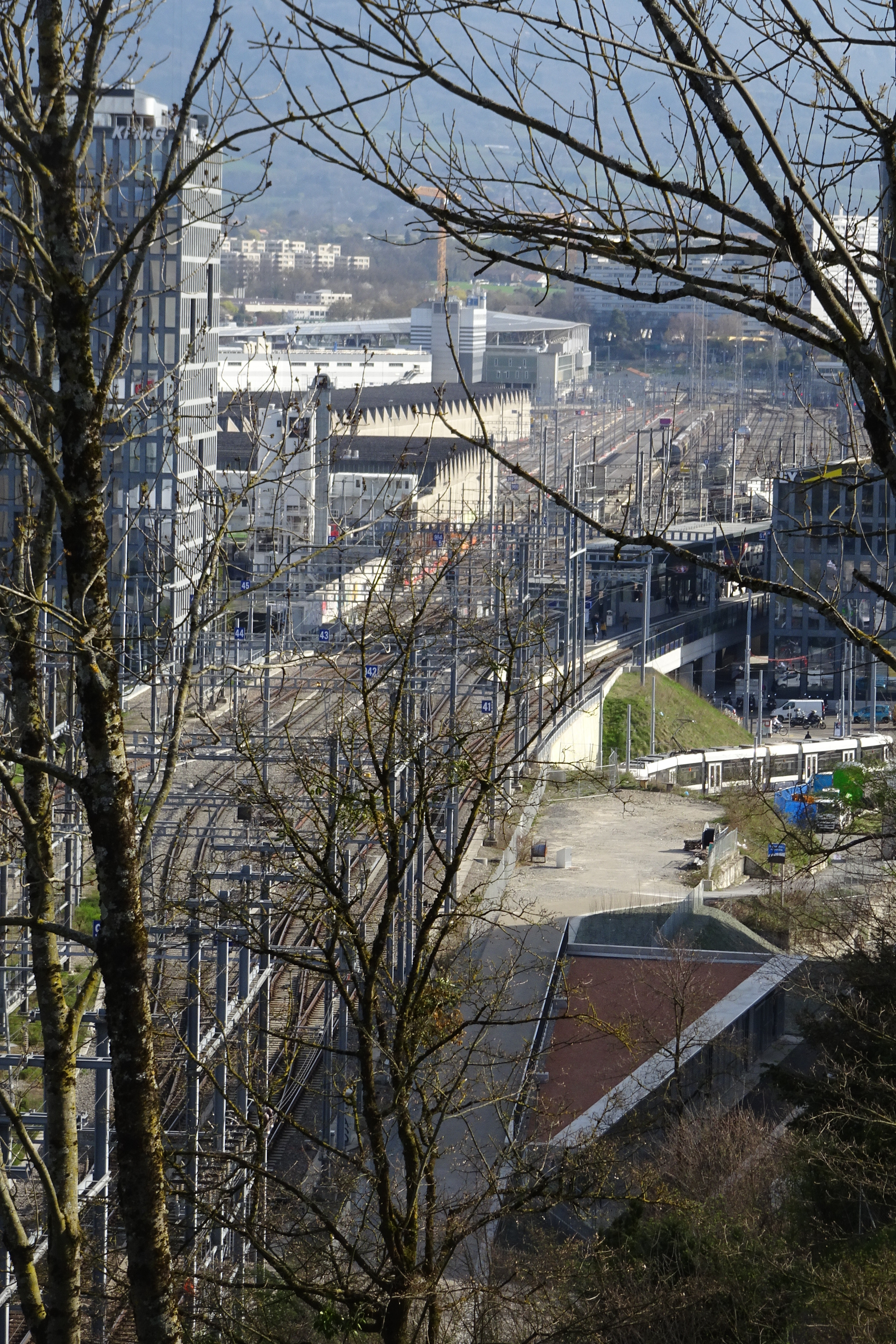
Bahnhof Genève-La Praille

Der Güter- und Rangierbahnhof wurde am 15. Dezember 1949 in Betrieb genommen. Zehn Jahre später, am 1. November 1959, wurde ein mit 1500 Volt Gleichspannung elektrifiziertes Gleis dem Verkehr übergeben, damit die Züge aus Frankreich ohne Lokomotivwechsel nach La Praille fahren können. Mit der Inbetriebnahme des neuen Rangierbahnhofs La Praille am 8. Oktober 1968 verlegten die SBB den gesamten Güterverkehr vom Bahnhof Genève-Cornavin in den Rangierbahnhof. 2016/17 wurde zusammen mit der Linie Bellegarde–Genf die Zufahrt für Züge aus Frankreich von 1500 Volt Gleichspannung auf 25 kV Wechselspannung umgestellt.
Die Zufahrt zum Bahnhof Genève-La Praille erfolgt auf zwei Gleisen. Die Züge aus der Schweiz kommen vom Bahnhof Cornavin, diejenigen aus Frankreich vom Dienstbahnhof Châtelaine. Sie fahren aus beiden Richtungen über das Jonction-Viadukt und durch den Tunnel Bois de la Bâtie zum Bahnhof Genève-La Praille. Das Gleis aus Cornavin wird wie in der Schweiz üblich mit 15 kV 16,7 Hz, das aus Châtelaine mit 25 kV 50 Hz für französische Züge betrieben.
Reisezüge verkehren nur vereinzelt zu Fussballspielen im Stade de Genève nach La Praille. Eine Ausnahme war das Eidgenössische Turnfest 1978.